# Чешуйчатый красный лори
Чешуйчатый красный лори (лат. Eos squamata) — птица отряда попугаеобразных.

## Внешний вид
Длина тела 26 см, хвоста 10 см. Окраска оперения карминово-красная. Затылок, живот и перевязь на шее фиолетово-синего цвета. Верхушка маховых второстепенных перьев коричнево-чёрная.

## Распространение
Обитают на северных Молуккских островах в восточной Индонезии.

## Образ жизни
Населяют влажные тропические леса и мангровые заросли.

## Классификация
Вид включает в себя 3 подвида:
- Eos squamata obiensis Rothschild, 1899
- Eos squamata riciniata (Bechstein, 1811)
- Eos squamata squamata (Boddaert, 1783)